# Thyonicola
Thyonicola är ett släkte av snäckor. Thyonicola ingår i familjen Eulimidae.
Kladogram enligt Catalogue of Life:
| Thyonicola | \| \| Thyonicola americana \| \| \| \| \| \| Thyonicola americanus \| \| \| \| |
|            | \| \| Thyonicola americana \| \| \| \| \| \| Thyonicola americanus \| \| \| \| |
|            | Thyonicola americana                                                           |
|            |                                                                                |
|            | Thyonicola americanus                                                          |
|            |                                                                                |